# Bystrá (dopływ Osturniańskiego Potoku)

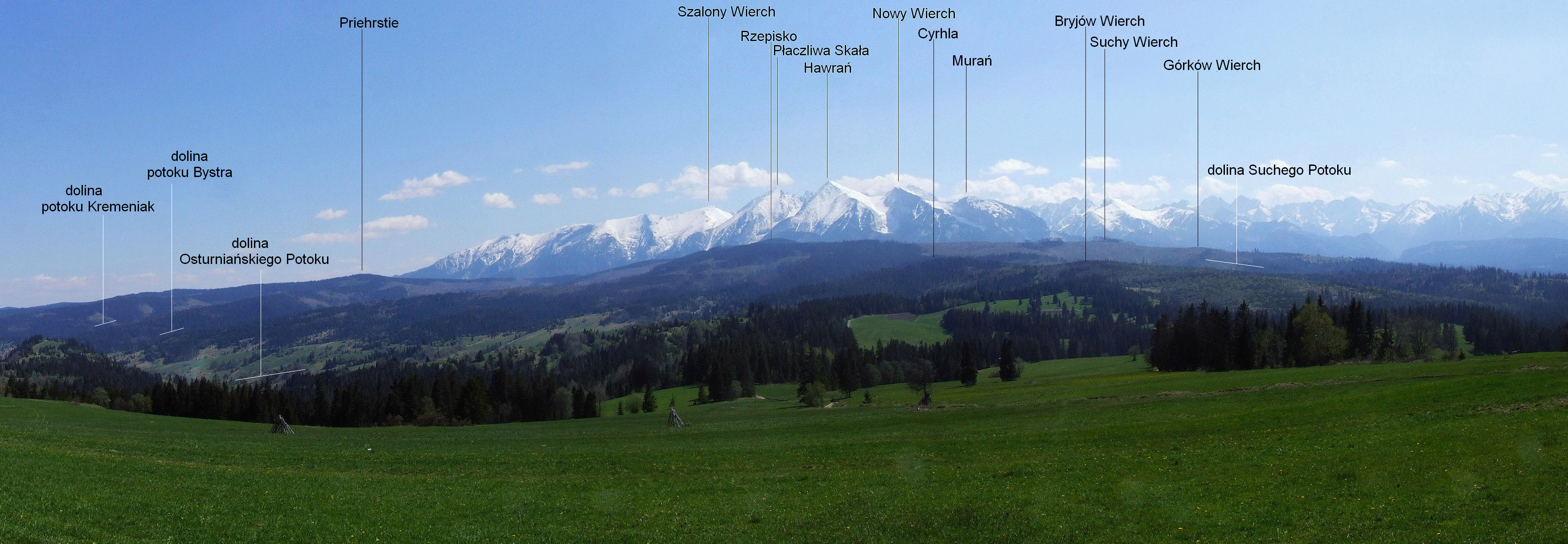
Widok na dolinę Bystrej z Przełęczy nad Łapszanką

Bystrá – potok, prawy dopływ Osturniańskiego Potoku (Osturniansky potok) na Słowacji. Ma źródła w dolinie pod północnymi stokami grzbietu łączącego Przysłop (Prislop, 1214 m) i Prehrštie (1209 m) w Magurze Spiskiej. Spływa w kierunku północnym między północnymi grzbietami tych szczytów.
Cała zlewnia Bystrej znajduje się w niezamieszkanym i porośniętym lasem terenie miejscowości Osturnia, jedynie samo ujście znajduje się w obszarze zabudowanym na wysokości 715 m n.p.m. Dawniej część stoków doliny zajmowały hale, obecnie zarastające lasem. Ujście Bystrej znajduje się w tym samym miejscu, co ujście Podłapszanki (Podlapšianka). Bystrá posiada jeden, lewy dopływ – Kobyliankę.
Bystrá ma długość 6 km. Jej doliną prowadzi droga. Zaczyna się w Osturni, w miejscu o nazwie Osturňa, pod Bystrou dol. Początkowo jest asfaltowa, potem utwardzona. Prowadzi wzdłuż koryta Bystrej, potem wspina się stokami Prehrštie i przez Rozdroże Przy Tablicy (Pri Tablici) prowadzi do Średnicy w Zdziarze. Drogą tą prowadzi szlak turystyki pieszej i rowerowej.

## Szlaki turystyczne
Osturňa, pod Bystrou dol. – Pri tablici (skrzyżowanie ze szlakiem niebieskim wiodącym głównym grzbietem Magury Spiskiej)